# Leopold Hohenzollernský
Leopold Hohenzollernský (celým jménem německy Leopold Stephan Karl Anton Gustav Eduard Tassilo Fürst von Hohenzollern; 22. září 1835 – 8. června 1905), byl německý princ ze švábské větve Hohenzollernů, jejíž hlavou byl v letech 1885 až 1905. Je znám je díky tzv. Emžské depeši.

## Život
Narodil se jako syn knížete Karla Antonína z Hohenzollernu a jeho manželky, bádenské princezny Josefíny. Měl mladšího bratra Karla I., který se stal prvním rumunským králem a po jeho smrti se jeho nástupcem na rumunském trůnu stal Leopoldův syn Ferdinand I. Díky tomu je Leopold Hohenzollernský předkem celé dnešní rumunské královské rodiny. 

### Emžská depeše
Leopold do širšího povědomí vešel díky tzv. Emžské depeši. Depeše (1870) byla součástí sporu o obsazení španělského trůnu, ze kterého byla svržena legitimní královna Isabela II. Císař Napoleon III. podporoval kandidaturu portugalského prince Ferdinanda, zatímco pruský kancléř Otto von Bismarck tajnou dohodou prosadil právě prince Leopolda z rodu Hohenzollern-Sigmaringenů. Když se informace o této dohodě dostala na veřejnost, napětí mezi oběma státy vzrostlo a princ Leopold po dohodě s pruským králem Vilémem I. od kandidatury raději ustoupil.
Přesto zpráva o tajné dohodě byla v Paříži považována za provokaci Berlína a Francie začala od Viléma I. požadovat záruky, že Hohenzollernové rezignují na španělský trůn navždy. Pruský král však požadavky francouzského vyslance Benedettiho odmítl a telegraficky o tom informoval Bismarcka. Ten tuto emžskou depeši upravil a uveřejnil tak, aby francouzskou vládu jejími přehnanými nároky zostudil. Ta pod tlakem pobouřené veřejnosti musela mobilizovat a 19. červenec 1870 nakonec vyhlásila Prusku válku, která vedla ke sjednocení Německa a vytvoření císařství.
V roce 1880 se Leopold formálně vzdal svého potenciálního nároku na rumunský trůn. Totéž udělal v roce 1886 jeho nejstarší syn Vilém a tak se potenciálním dědicem rumunského trůnu stal prostřední syn Ferdinand, který byl v roce 1889 rumunským parlamentem uznán za dědice trůnu.
Leopold se v roce 1885 po smrti otce stal hlavou švábské linie Hohenzollernů, jelikož se jeho otec vzdal suverenity hohenzollernských knížectví ve prospěch pruských příbuzných, tak se Leopold stal pouze formálním knížetem z Hohenzollernu.

## Rodina
Leopold se v roce 1861 oženil s princeznou Antonií Portugalskou. Měli tři syny:
- Vilém Hohenzollernský (7. března 1864 – 22. října 1927), kníže hohenzollernský
⚭ 1889 Marie Terezie Trani (15. ledna 1867 – 1. března 1909)
⚭ 1915 Adelgunda Bavorská (17. října 1870 – 4. ledna 1958)
- Ferdinand I. Rumunský (24. srpna 1865 – 20. července 1927), rumunský král od roku 1914 až do své smrti, ⚭ 1893 Marie Edinburská (29. října 1875 – 10. července 1938)
- Karel Antonín Hohenzollernský (1. září 1868 – 21. února 1919), ⚭ 1894 Josefína Karolína Belgická (18. října 1872 – 6. ledna 1958)